# Liste japanischer Präfektursymbole

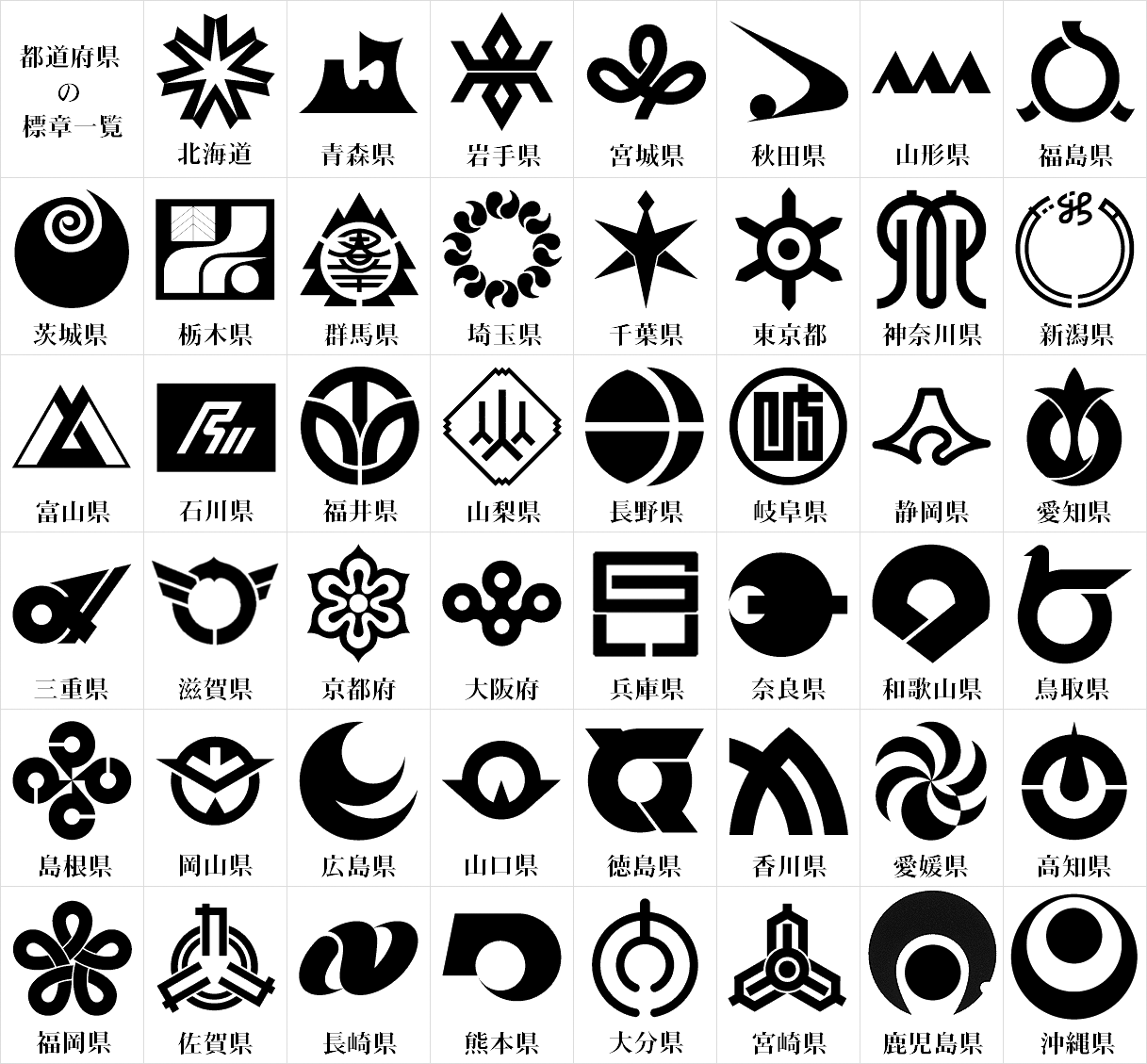
Embleme der Präfekturen Japans

Die 47 Präfekturen Japans, deren Rolle der der französischen Départements vergleichbar ist, haben neben ihren Präfekturbaum, ihrer Präfekturblume usw. auch Flaggen mit Symbolen, von denen die meisten in den 1960er Jahren entworfen wurden.

## Aufbau
Die meisten dieser Embleme sind aus stilisierten Varianten der Zeichen des Präfekturnamens gebildet. (z. B.  Gifu)
Andere Symbole sind direkte Wiedergaben einer Umrisskarte der jeweiligen Präfektur. (z. B.  Aomori)
Wieder andere Symbole geben eine vereinfachte Version der Präfekturblume wieder. (z. B.  Ehime)
Aber auch der Berg Fuji kommt mehrfach vor, z. B. Yamanashi.

## Liste
| Präfektur | Lage | Flagge    | Illustration | Anmerkungen |
| --------- | ---- | --------- | ------------ | --- |
| Aichi     |      | Aichi     | あいち       | Die Flagge Aichis zeigt in Weiß die Hiragana-Silbenzeichen des Präfekturnamens a, i und chi auf einem weinroten Untergrund. Aichi bedeutet so viel wie „das Wissen lieben“.: Das Emblem steht auch für den Sonnenaufgang und für die Wellen des Pazifiks. Außerdem ähnelt es goldenen Fischen an der Burg der Präfekturhauptstadt Nagoya. Diese Kinshachi (金鯱) sind stilisierte Fische, die an den Giebeln der Burg angebracht sind. |
| Akita     |      | Akita     | ア           | Das Logo der Präfektur, deren Namen übersetzt „Herbstfeld“ bedeutet, ist ein weißes stilisiertes Katakana-Zeichen für die Silbe a auf ebenfalls weinrotem Untergrund, der hier für den rasanten Fortschritt Akitas steht. |
| Aomori    |      | Aomori    |              | Das Emblem der Präfektur Aomori (übersetzt: „grüner Wald“) ist eine grüne Umrisskarte der Präfektur auf weißem Feld. Grün ist auch die Farbe des Präfekturbaums, des Hiba-Lebensbaums. |
| Chiba     |      | Chiba     | チハ         | Das gelb umrandete weiße Symbol auf blauem Tuch ist die stilisierte Wiedergabe der Katakana-Silben chi (チ) und ha (ハ; eigentlich ba) des Präfekturnamens mit der Bedeutung „tausend Blätter“. Die Farbe Blau steht für Hoffnung und Fortschritt, Gelb für die Präfektur-Blume, den Raps. |
| Ehime     |      | Ehime     |              | Emblem Ehimes ist eine weiße Satsuma-Blüte, dem Symbol der Präfektur. Die drei horizontalen Streifen haben ein Breitenverhältnis von 1:3:1. Gelb steht für Glück, Grün für Frieden und Weiß für Reinheit. |
| Fukui     |      | Fukui     | フクイ       | In der Mitte der Flagge Fukuis („Glücksbrunnen“) befindet sich ein rundes weißes Emblem, das sich aus den stilisierten Katakana-Silbenzeichen des Präfekturnamens zusammensetzt. Es soll Harmonie und Zusammenarbeit des Volkes darstellen. |
| Fukuoka   |      | Fukuoka   | ふく         | Das verschlungene weiße Symbol der Präfektur Fukuoka ist eine stilisierte Darstellung der Blüte einer japanischen Pflaume (Ume) und steht für Harmonie und Fortschritt des Volkes. |
| Fukushima |      | Fukushima | ふ           | Das leicht nach links versetzte Emblem der Präfektur Fukushima ist die stilisierte Darstellung des Hiragana-Zeichnes für die Silbe fu auf orangem Feld, das für Freundschaft, Einheit und ständigen Fortschritt steht. |
| Gifu      |      | Gifu      | 岐           | Das Emblem der Präfektur Gifu ist die Siegelschrift-Variante des Schriftzeichens gi von Gifu und steht mit dem Kreis für Frieden und Harmonie. Die grüne Farbe symbolisiert die üppige Natur der Präfektur. |
| Gunma     |      | Gunma     | 群           | Das kleine Emblem in der Mitte ist eine kaum erkennbare stilisierte Darstellung des Kanjis gun (dt. „Herde“) von Gunma (= „Pferdeherde“) mit drei Halbmonden, die für die drei wichtigsten Berge der Präfektur (Jōmō sanzan), nämlich Akagi, Haruna und Myōgi stehen. Die purpurne Farbe soll an das reiche kulturelle Erbe der Präfektur erinnern.                                                                                    |
| Hiroshima |      | Hiroshima | ヒ           | Emblem der Präfektur Hiroshima ist eine stilisierte weiße Wiedergabe des Katakana-Zeichens für die Silbe hi aus dem Präfekturnamen auf weinrotem Feld. Es steht für Harmonie, Zusammenarbeit des Volkes und Fortschritt. |
| Hokkaidō  |      | Hokkaidō  |              | Die Nordinsel Hokkaido führt in ihrer Flagge einen siebenstrahligen Stern, der für Hoffnung und Entwicklung steht. Die rote Farbe steht für die Energie des Volkes, das Weiß für Licht und Schnee. Blau steht für den Himmel und das Meer. |
| Hyōgo     |      | Hyōgo     | 兵           | Emblem der Präfektur Hyogo ist die wellenförmige Darstellung des Kanjis für hyō aus dem Präfekturnamen. Die Farbe Weiß steht für Helligkeit und Ehrlichkeit, Blau für das Japanische Meer und Binnenmeer. |
| Ibaraki   |      | Ibaraki   |              | Ibaraki führt als Emblem eine stark stilisierte Darstellung einer weißen Rosenknospe, der Präfekturblume, auf blauem Grund. Die Farbe Blau steht für den Pazifik und den Berg Tsukuba. |
| Ishikawa  |      | Ishikawa  | 石川         | Das Emblem Ishikawas stellt einerseits die Umrisse der Präfektur dar, andererseits die stilisierten Kanjis des Präfekturnamens 石川 („Steinfluss“). Das Hellblau steht für das Japanische Meer, die klare Luft und das reine Flusswasser der Präfektur. |
| Iwate     |      | Iwate     | 岩           | Logo der nordjapanischen Präfektur Iwate ist die stilisierte Gestaltung des ersten Kanjis des Präfekturnamens: 岩, das sich aus 山 („Berg“) und 石 („Stein“) zusammensetzt. |
| Kagawa    |      | Kagawa    | カ           | Emblem der Präfektur Kagawa (= „Duftfluss“) ist das stilisierte Katakana-Zeichen für die Silbe ka (カ) auf grünem Untergrund. Grün ist die Farbe des Präfekturbaums, der Olive. |
| Kagoshima |      | Kagoshima |              | Das Emblem der Präfektur zeigt auf weißem Feld eine stark vereinfachte Karte der Präfekturumrisse in Schwarz mit der roten Vulkaninsel Sakurajima in der Mitte. |
| Kanagawa  |      | Kanagawa  | 神           | Zur Präfektur Kanagawa gehört die bedeutende Hafenstadt Yokohama, die lange Zeit Japans Tor zur Außenwelt war. Deshalb hat diese Flagge die japanischen Nationalfarben Rot und Weiß. Dargestellt ist das Siegelschrift-Zeichen ka aus dem Präfekturnamen. |
| Kōchi     |      | Kōchi     | とさ コ      | Emblem der Präfektur Kochi ist eine Kombination des Katakana-Silbenzeichens ko (コ) aus dem heutigen Präfekturnamen (= „hohes Wissen“) und dem Kanji 土 für to von 土佐 (Tosa), dem alten Namen der Region auf weinrotem Grund. Der Kreis steht für Frieden und Zusammenarbeit, der schwertförmige Teil für Verbesserung. |
| Kumamoto  |      | Kumamoto  | ク           | Das weiße Emblem der Präfektur Kumamoto (= „Bärenwurzel“) zeigt einerseits die stilisierte Wiedergabe des Katakana-Zeichens für die Silbe ku (ク) aus dem Präfekturnamen und andererseits eine vereinfachte Umrisskarte der Insel Kyūshū, auf der sich Kumamoto befindet. |
| Kyōto     |      | Kyōto     | 京           | Die Metropole Kyōto hat den ersten Teil ihres Namens, das Kanji für „Hauptstadt“ (miyako) in stark stilisierter Form zu ihrem Emblem gemacht. |
| Mie       |      | Mie       | み           | Das Emblem der Präfektur Mie zeigt ein weißes stilisiertes Hiragana-Zeichen für die Silbe mi aus dem Präfekturnamen und stellt gleichzeitig eine Perle dar, für die die Region berühmt ist. Die grüne Farbe steht für die grünen Berge der Präfektur. |
| Miyagi    |      | Miyagi    | み           | Emblem der Präfektur ist das stilisierte Hiragana-Zeichen für die Silbe mi (み), das auch ein Kleeblatt darstellen soll. Die drei Blätter stehen für Fortschritt, Einheit und Freundschaft des Volkes. |
| Miyazaki  |      | Miyazaki  | \| ミ        | Die gelbe Treppe, die Fortschritt symbolisieren soll, ist die stilisierte Wiedergabe des Katakana-Zeichens für die Silbe mi aus dem Emblem der Präfekturnamen. |
| Nagano    |      | Nagano    | ナ           | Emblem der Präfektur ist das stilisierte Katakana-Zeichen für die Silbe na aus dem Präfekturnamen. Es stellt auch einen Berg dar, der sich in einem See spiegelt. Die orange Farbe steht für die Sonne und den Schnee der Präfektur. |
| Nagasaki  |      | Nagasaki  | N            | Die Präfektur Nagasaki hat als Emblem den stilisierten Buchstaben N als Anfangsbuchstaben des Präfekturnamens. Es hat aber auch die Form einer Friedenstaube. Die Farbe Blau steht für den Himmel und das Meer. |
| Nara      |      | Nara      | ナ           | Emblem der Präfektur ist das weinrote stilisierte Katakana-Zeichen für die Silbe na. Die größere rote Scheibe steht für die Natur der Präfektur, die kleinere weiße Scheibe für den Geist der Harmonie. Der rote Balken in der rechten Mitte steht für ständigen Fortschritt. |
| Niigata   |      | Niigata   | 新ガタ       | Das goldene Emblem der Präfektur sind das stilisierte Kanji-Zeichen für nii (新) und die Katakana-Zeichen für die Silben gata (ガタ) auf rotem Grund. Es steht für Freundschaft und Hoffnung des Volkes. |
| Ōita      |      | Ōita      | オ           | Emblem der Präfektur sind drei stilisierte Katakana-Zeichen für die Silbe o, die kreisförmig angeordnet sind. Das Emblem symbolisiert Freundschaft, Vertrauen und Geduld, der Kreis selbst Harmonie und Frieden. Die Farbe Weiß steht für Gleichheit und Frieden, Rot für Aufrichtigkeit. |
| Okayama   |      | Okayama   | 岡山         | Emblem der Präfektur ist das stilisierte goldene Kanji-Zeichen für die Silbe oka auf einem dunklen purpurnen Feld. |
| Okinawa   |      | Okinawa   | O            | Die südjapanischen Inseln Okinawa führen als Emblem einen weißen Buchstaben O (als Anfang des Namens) auf einer roten Scheibe. Die innere Scheibe steht für den Fortschritt, die äußerer für das Meer, das die Inselgruppe umgibt. |
| Osaka     |      | Osaka     | O            | Die Metropole Osaka führt ein abstraktes Symbol, dessen blaue Farbe für Sauberkeit, Frische und Intelligenz, außerdem für die beiden Meere, zu denen Osaka Zugang hat, steht. |
| Saga      |      | Saga      |              | Die Präfektur Saga hat als Emblem die Blüte des Kampherbaums gewählt. Die weiße Farbe steht für Aufrichtigkeit und Leidenschaft, Dunkelgrün für Hoffnung und Frieden. |
| Saitama   |      | Saitama   |              | Der Name der Präfektur Saitama bedeutet so viel wie Schmuckband und wird dargestellt durch sechzehn kreisförmige angeordneten Schmuckperlen (Magatama). Der Kreis steht für die Sonne, Entwicklung und Stärke, die weiße Farbe für Reinheit und Freundschaft. |
| Shiga     |      | Shiga     | シガ         | Emblem der Präfektur Shiga ist ein stilisiertes Katakana-Zeichen für die Silbe shi (シ). Das Emblem stellt aber auch Japans größten See, den Biwa-See mit Flügeln dar, die für Harmonie und Fortschritt stehen. |
| Shimane   |      | Shimane   | マ           | Emblem der Präfektur sind vier stilisierte goldene Katakana-Zeichen für die Silbe ma aus dem Präfekturnamen. Die Silbe shi kann auch für die Zahl Vier stehen. |
| Shizuoka  |      | Shizuoka  |              | Emblem der Präfektur ist eine orange Darstellung des Fuji und eine weiß umrandete Umrisskarte der Präfektur. Blau steht für den Himmel und den Pazifik. Orange steht für Sonnenlicht, Leidenschaft und Einheit des Volkes. |
| Tochigi   |      | Tochigi   | 栃           | Emblem der Präfektur ist das stilisierte Kanji-Zeichen für die Silbe tochi aus dem Präfekturnamen. Die Farben stehen für Verbesserung und aktive Bewegung. |
| Tokushima |      | Tokushima | とく         | Emblem der Präfektur sind die stilisierten Hiragana-Zeichen für die Silben to (と) und ku (く) in Gelb auf Indigoblau. Dieses Emblem hat die Form eines fliegenden Vogels und steht für Harmonie, Fortschritt und Zusammenarbeit des Volkes. Die Indigo-Farbe wurde gewählt, weil Tokushima für seine Indigoproduktion bekannt ist. |
| Tokio     |      | Tokio     | 東           | Emblem der Metropole Tokio ist eine sechsstrahlige weiße Sonne auf purpurnen Feld. Diese Sonne setzt sich zusammen aus den stilisierten Kanji-Zeichen 東 („Osten“) und 京 („Hauptstadt“) sowie Nihon. Das dunkle Purpur wurde bereits in historischen Zeiten mit Tokio in Verbindung gebracht. Seit 1989 verwendet die Stadt außerdem ein stilisiertes grünes Ginkgo-Blatt als Symbol.                                                 |
| Tottori   |      | Tottori   | と           | Das Emblem der Präfektur Tottori ähnelt nicht nur zufällig dem der Präfektur Tokushima, denn beide verwenden das gleiche stilisierte Hiragana-Zeichen für die Silbe to. Auch hier hat es die Form eines Vogels, jedoch als Anspielung auf den Präfekturnamen, in dem das Kanji 鳥 („Vogel“) enthalten ist. Das Emblem soll Freiheit, Frieden und Zukunft symbolisieren.                                                                |
| Toyama    |      | Toyama    | と           | Emblem der Präfektur ist eine Kombination aus dem stilisierten Hiragana-Zeichen für die Silbe to und den Umrissen des Berges Tateyama auf weißem Grund. Das Grün steht für Toyamas Natur und seine Zukunft. |
| Wakayama  |      | Wakayama  | ワ           | Emblem der Präfektur ist das marineblaue stilisierte Katakana-Zeichen für die Silbe wa auf weißem Feld. Es steht für Harmonie (和, wa, auch ein alter Name für Japan) des Volkes und unendlichen Fortschritt. |
| Yamagata  |      | Yamagata  | 山           | Das Emblem der Präfektur besteht aus drei weißen stilisierten Bergen auf blauem Untergrund. Yamagata (山形) bedeutet übersetzt „Bergform“. Das Emblem steht auch für die Wellen des Mogami-Flusses, der durch die Präfektur fließt. Die Farbe Blau steht für die Sehnsucht nach Frieden, weiß für Schnee und Reinheit des Volkes. |
| Yamaguchi |      | Yamaguchi | 山口         | Emblem der Präfektur sind die stilisierten Kanji für yama (山, „Berg“) und guchi (口, „Mund, Mündung“) auf weinrotem Feld. Es hat die Form eines Vogels, der auf die Sonne zufliegt und steht für Zusammenarbeit und Fortschritt des Volkes. |
| Yamanashi |      | Yamanashi | 山           | Emblem der Präfektur ist ein gelbes stilisierte Kanji yama (山, „Berg“) im vereinfachten weißen Umriss des Fuji. Der purpurne Untergrund steht für die Weintrauben, die ein beliebtes Produkt dieser Präfektur sind. |